# Viduidae
Viduidae là một họ chim trong bộ Passeriformes.
Các loài trong họ đều là lời bản địa châu Phi. Tất cả các loài đều ký sinh nuôi dưỡng vào tổ chim di.